# Mafia bosniaque
La mafia bosniaque (ou crime organisé bosniaque) est l'ensemble des organisations criminelles mafieuses opérant en Bosnie-Herzégovine et au sein de la diaspora bosniaque. Les membres du crime organisé bosniaque opèrent principalement en Europe. Les mafias bosniaques sont impliqués dans un large éventail d’activités et d’extorsions (souvent sous couvert de prétendues sociétés de sécurité et d’assurance). Les revenus de la contrebande total se situent entre 600 et 900 millions d'euros.

## Groupes et activités du crime organisé
La corruption en Bosnie-Herzégovine est un problème grave, d'autant plus que le gouvernement fédéraliste de Bosnie-Herzégovine rendrait la lutte contre les groupes criminels organisés plus difficile. La Bosnie-Herzégovine se compose de deux entités largement indépendantes, la fédération de Bosnie-et-Herzégovine et la Republika Srpska, qui disposent toutes deux de leur propre capitale, de leur propre Parlement, de leur propre président et de leur propre force de police. En raison du manque de coopération entre les services chargés de l’application de la loi dans les deux régions, les criminels peuvent souvent échapper aux poursuites simplement en passant de l’une à l’autre.
Des efforts ont été déployés pour accroître la collaboration entre les deux régions. En 2006, l’Union européenne a créé l’Agence nationale d’enquête et de protection, une agence de police fédérale bosniaque ayant autorité dans les deux régions, sous l’administration directe du ministère de la Sécurité de Bosnie-Herzégovine (BIH MIS).
Après la mort des chefs historiques de la pègre de Sarajevo, une nouvelle génération de jeunes criminels a commencé à émerger. Parmi eux, les plus notables sont :
- Mirza Hatić : Né en 1987, il est mentionné 20 fois dans les dossiers de la police depuis 2002 pour tentative de meurtre, atteinte à la sécurité, extorsion et détention illégale d'armes[2],[3]. Considéré comme l’une des figures les plus importantes de la pègre de Sarajevo. Hatić a été libéré de prison en 2021[4].
- Almer Inajetović : arrêté 17 fois pour vol, comportement violent, atteinte à la sécurité, extorsion et possession illégale d'armes. Cependant, il est surtout connu pour ses traiteurs racketteurs[5],[2].
- Admir Lekić : accusé de tentative de meurtre, de comportement violent, d'atteinte à la sécurité et de possession illégale d'armes[2]. Lekić a été condamné à 10 ans de prison pour tentative de meurtre[6].
- Muamer Kulosman et Adi Karić : racketteurs notoires à Sarajevo[2],[7]
- Benjamin Delalić : Né en 1993, fils du défunt mafieux historique Ramiz Delalić, il est présent dans les archives de la police depuis qu'il est mineur. La plupart du temps, Delalić aurait été impliqué dans des fusillades entre gangs rivaux[2],[8].

Ces dernières années, en raison de leurs activités de trafic de drogue, les groupes criminels bosniaques ont étendu leurs opérations à l’Amérique du Sud. De nombreux ressortissants bosniaques ont été arrêtés dans des pays d'Amérique du Sud en lien avec le trafic de cocaïne vers l'Europe, comme David Cufaj et Smail Šikalo,.

### Cartel Tito et Dino
Le cartel Tito et Dino, dirigé par Edin Gačanin, est considéré comme l'un des principaux acteurs du trafic de drogue en Europe, contrôlant un tiers de la cocaïne qui entre dans le port de Rotterdam. Le cartel est également très présent au Pérou, où, selon un responsable péruvien, il est le principal acheteur de drogue du pays. La DEA considère que le réseau du cartel est l'une des 50 plus grandes opérations de trafic de drogue de la planète. Selon les enquêtes, le cartel est composé de membres de la famille et d'amis de l'ancien quartier d'Edin Gačanin à Sarajevo. En 2021, le cartel était basé à Dubaï,.
Gačanin a été arrêté à Dubaï en novembre 2022, faisant partie des 49 personnes arrêtées dans le cadre d'un effort concerté d'Europol contre le cartel Tito et Dino. Cependant, il a été libéré sous caution en janvier, bien que les Pays-Bas aient déposé des documents d'extradition, son lieu de résidence est désormais inconnu. En 2023, Edin Gačanin a été sanctionné par les États-Unis qui ont invoqué des « liens étroits » avec le groupe criminel organisé irlandais Kinahan et un complot de cocaïne de 350 millions d'euros.

### Les United-Tribuns
Les United-Tribuns sont un groupe de rock, mais aussi une organisation criminelle fondée en 2004 par Armin Ćulum à Villingen-Schwenningen dans le Bade-Wurtemberg. Il est venu en Allemagne comme réfugié pendant la guerre de Bosnie. Tribuns Unis sont interdits depuis 2022 pour proxénétisme abusif, agression, trafic de drogue et traite d'êtres humains. Le groupe se présente comme une association de culturistes, d'artistes martiaux et de portiers. Ils ont des sections locales dans au moins 4 pays : l’Allemagne, l’Autriche, la Bosnie et l’Espagne. En Bosnie, il existe un sous-groupe appelé « United-Tribuns des Balkans ». En 2014, le Verfassungsschutz rapportait que le nombre de membres dans le monde était d'environ 1 700. En Allemagne, le ministère fédéral de l’Intérieur a interdit le groupe le 14 septembre 2022.

## Personnalité clés
- Ramiz Delalić (né le 15 février 1963 – assassiné le 27 juin 2007)
- Jusuf Prazina (né le 7 septembre 1962 - assassiné le 4 décembre 1993)
- Mušan Topalović (né le 4 octobre 1957 - assassiné le 26 octobre 1993)
- Ismet Bajramović (né 26 avril 1966 - se suicide le 17 décembre 2008)
- Zijad Turković (né en 1966) (condamné à 40 ans d'emprisonnement)
- Edin Gačanin (né le 12 octobre 1982)[16]